# آسين نيكولوف
آسين نيكولوف (بالبلغارية: Асен Николов)‏ هو لاعب كرة قدم بلغاري في مركز الوسط، ولد في 5 أغسطس 1976 في بلوفديف في بلغاريا. شارك مع منتخب بلغاريا لكرة القدم. أما مع النوادي، فقد لعب مع سلافيا صوفيا وليفسكي صوفيا ونادي بارتيزان ونادي باكو ونادي قبله ونادي ماريتسا بلوفديف.

## وصلات خارجية
- آسين نيكولوف على موقع قاعدة بيانات كرة القدم.إي يو (الإنجليزية)
- آسين نيكولوف على موقع ناشيونال فوتبول تيمز (الإنجليزية)
- آسين نيكولوف على موقع Soccerway.com (الإنجليزية)